# تارا رومر
تارا رومر (فرانسوی: Tara Römer‎; ۷ ژوئن ۱۹۷۴ – ۲۴ نوامبر ۱۹۹۹) بازیگر اهل فرانسه بود.
از فیلم‌ها یا برنامه‌های تلویزیونی که وی در آن نقش داشته‌است می‌توان به تاکسی، پیام‌آور: داستان ژان دارک و کسوف کامل اشاره کرد.